# Петропавловський тролейбус
Петропавловський тролейбус — закрита тролейбусна мережа в місті Петропавловськ, четверта тролейбусна мережа в Казахстані, що діяла до 2013 року.

## Історія
Тролейбусна мережа в місті була відкрита 25 грудня 1971 року. Підприємство знаходилося у приватній власності.
На момент закриття, вартість проїзду становила 65,00 тенге, загальна кількість тролейбусів — 48 машин (з них — 10 БТЗ-5276, інші ЗіУ-682), загальний випуск становив — 37 машин. 
Маршрути № 1 та № 2 були цілорічними, маршрути № 4 та № 5 сезонного курсування. Цікаво, що жодна лінія не проходила через центр міста, яким є вулиця Конституції (колишня — вул. Леніна). Протяжність тролейбусних ліній становила 55,9 км. Енергопостачання здійснювалося чотирма тяговими підстанціями. Щодня тролейбусами здійснювалося перевезення понад 30 тис. пасажирів. Чисельність персоналу підприємства складала — 340 осіб.
З 29 квітня 2014 року в місті діяв єдиний тролпейбусний маршрут № 1 «Вокзал — ПЗТМ». 
1 червня 2014 року, у зв'язку з банкрутством, тролейбусний рух припинився.
13 червня 2014 року розпочався демонтаж контактної мережі. 28 червня 2014 року контактна мережа в місті була повністю демонтована.

## Маршрути
Станом на середину 1990-х років в Петропавловську діяли 7 тролейбусних маршрути. Перед закриттям системи працював лише тролейбусний  маршрут № 1.
| Тролейбусні маршрути м. Петропавловськ | Тролейбусні маршрути м. Петропавловськ | Тролейбусні маршрути м. Петропавловськ | Тролейбусні маршрути м. Петропавловськ |
| №                                      | Початковий пункт                       | Кінцевий пункт                         |                                        |
| -------------------------------------- | -------------------------------------- | -------------------------------------- | -------------------------------------- |
| 1                                      | Вокзал                                 | ПЗТМ (ПМЗ)                             |                                        |
| 2                                      | Вулиця Маргулана                       | Міст через Ішим                        |                                        |
| 3                                      | ПЗТМ (ПМЗ)                             | ДСР                                    |                                        |
| 4                                      | Вокзал                                 | с. Новопавлівка                        |                                        |
| 5                                      | ПЗТМ (ПМЗ)                             | Озеро Пьостре                          |                                        |
| 5А                                     | Озеро Пьостре                          | с. Новопавлівка                        |                                        |
| 6                                      | Вокзал                                 | Бішкуль                                |                                        |

## Рухомий склад
У Петропавловську експлуатувалися різні типи моделей тролейбусів:
| Статистика рухомого складу | Статистика рухомого складу | Статистика рухомого складу |
| Тип моделі                 | Кількість                  | Роки експлуатації          |
| -------------------------- | -------------------------- | -------------------------- |
| ЗіУ-682В                   | 2                          | 1981—?                     |
| ЗіУ-682В [В00]             | 7                          | 1988—2012                  |
| ЗіУ-682В-012 [В0А]         | 16                         | 1989—2013                  |
| Škoda 14Tr13/6M            | 1                          | 1998—2014                  |
| ЗіУ-682Г [Г00]             | 15                         | 2001—2011                  |
| ЗіУ-682Г-012 [Г0А]         | 2                          | 2001—2014                  |
| БТЗ-5276-01                | 3                          | 2002—2012                  |
| БТЗ-5276-04                | 8                          | 2003—2013                  |
| БТЗ-52761Р                 | 4                          | 2007—2014                  |
| ЗіУ-682Г-016 (012)         | 2                          | 2008—2014                  |
| JEA 800F                   | 2                          | 2008—2014                  |
| ТП KAZ 398                 | 15                         | 2011—2014                  |